# John Hallett
Pour les articles homonymes, voir Hallett.
John Hallett, né en 1774 à Londres et mort le 1er décembre 1794 à Bedford, est un midshipman du HMS Bounty lors de la mutinerie de Fletcher Christian en avril 1789.  

## Biographie
Fils d'un architecte éponyme de Londres et de sa femme Hannah, il embarque à 5 ans comme servant et voyage sur divers navires dont l' Alarm en Jamaïque avant de devenir, à 15 ans midshipman sur le Bounty (23 décembre 1787) dans un voyage à destination de Tahiti. Il n'a ainsi que 17 ans au moment de la mutinerie. 
Il choisit de rester fidèle au capitaine William Bligh et embarque ainsi avec lui pour tenter de rejoindre les Indes orientales néerlandaises.
Après son retour en Angleterre, il est promu lieutenant et meurt le 1er décembre 1794 à Bedford, en Angleterre, à bord du Penelope. 